# 브렌다 채프먼
브렌다 채프먼(영어: Brenda Chapman, 1962년 11월 1일 ~ )은 미국의 애니메이터, 애니메이션 영화 감독이다. 드림웍스 애니메이션에서 스티브 히크너, 사이먼 웰스와 함께 《이집트 왕자》를 연출했는데, 이는 여성 감독이 주류 애니메이션 스튜디오 작품을 연출한 최초의 사례이다. 픽사로 이직한 후 《메리다와 마법의 숲》을 연출하였다. 이 작품으로 아카데미 장편 애니메이션 작품상을 수상했다.